# FISM
FISM（フィズム、仏: Fédération internationale des sociétés magiques,英: International Federation of Magic Societies）は、世界各国の団体が加盟する、マジックにおける世界最大規模の連合体である。FISMの統一された日本語訳はなく、奇術師団体国際連合、国際マジック団体連合、マジック協会国際連合などと訳されることもあるが、FISMが一般的である。3年に1度開催される「FISMマジック世界大会」をFISMということもある。

## 概要
1937年にフランスのジュール・ドッテルが提唱し、世界規模でのマジック団体の交流をめざして企画された案は、第二次世界大戦の影響で立ち消えとなったが、大戦後の1948年にスイス・ローザンヌで設立された。現在では43カ国、83の団体が加盟し（2019年現在、アジアは21団体）、FISMに含まれるマジシャンは全世界で50,000人を超える。FISMは法的に団体としては、歴史的側面からスイスで登録を行った。
2005年FISM事務局長Ｅ.エスウィンより「FISMの将来について」と題する文書が各国マジック団体代表者に向けて発表された。
それによると、「FISMはマジック芸術の促進のための先導的なグローバルな基盤と位置づけられるべき」とされ、「世界中で先導的なプロマジックの機関へと発展するために、今後の活動やシステムについて整備」されようとしている。FISMがヨーロッパを中心とした組織から脱皮し、国際的に認知されるために、世界をアフリカ、アジア、ヨーロッパ、ラテンアメリカ、北米、オセアニアの6つの大陸組織に分け、これらを国際的FISMの（地域別）下部組織とする構想が進められた。
すでに、その構想はは進み、アジアでは地域管轄組織としてFISM ASIAが存在する（同様にその他の５つの地域にも下部組織が存在する）。コンテスタントとしてWCMに出場するためには、アジア在住者の場合、FISM ASIAが運営するACM（Asian Championships of Magic）に出場し、通過することが条件である。
FISMの基本理念は、国によって異なるマジック文化やマジシャンの交流、コンテストの運営であり、これらを行うFISMの世界大会および総会が3年に1度開催されている（FISM-World Championships of Magic（FISM-WCM、 FISMマジック世界大会）。

## 世界大会
第１回大会は1948年にスイス・ローザンヌで開かれ、以後毎年開催されたが、1955年第6回オランダ・アムステルダム大会から3年に1度の開催と変更された。大会としての規模は世界最大級のマジックのイベントで「マジック界のオリンピック」ともよばれる。
7月に6日間にヨーロッパで開催されるのが通例であり、アジアでは1994年は日本（横浜）、2009年は中国（北京）、2017年は韓国（釜山）で開催された。
FISMの開催期間中に行われるガラ・ショーに出演することは名誉なことで、世界的に通用する実力であることが認められることになる。
また、コンテストに入賞あるいはグランプリを獲得すれば、マジシャンとして最高の誉と名声を得ることになるため、世界中から毎回100～150組近くの演技者が参加する。コンテストで要求されるレベルは非常に高く、第一線で活躍しているプロマジシャンが真剣勝負する場にもなっている。
WCMへ出場するには、FISM加盟クラブの会員であることが必須で、各クラブで開催する選考会を通過後、アジア地域におけるFISM地域別予選会である（FISMアジアが運営する）ACM(Asia Chanpionships of Magic、アジアコンテスト)へ出場しなければならない。ACMを「FISMアジア」と称することがあるが、正確には「FISM ASIA」は組織名であるため、この大会は「ACM」と記載することが正しい。
以下に最新の審査基準と表彰区分を示す。

## 世界大会の審査基準
- テクニカルスキル／ハンドリング（技術）
- ショーマンシップ／プレゼンテーション（演出・表現力）
- エンターテインメント　バリュー（楽しさ）
- アーティスティック　インプレッション／ルーティニング（構成）
- オリジナリティー （独創性）
- マジック　アトモスフェアー（マジックの雰囲気）

審査は、6つの観点からなる公平な審査基準によって厳格におこなわれ、レベルの高さを求められる。
審査は厳しく、演技中に失格となる場面も少なくない。
日本人では瀬島順一郎、ヒロ・サカイ、小野坂東、セロ、桂川新平らが審査員を務めたこともある。

## 部門別表彰
- マニピュレーション部門
- ジェネラルマジック部門
- インベンション（発明）部門
- マイクロマジック部門
- クロースアップ・カード部門
- パーラーマジック部門
- ステージイリュージョン部門
- メンタルマジック部門

（特別賞）
- オリジナル
- コメディ

## グランプリ表彰
- ステージ部門
- クロースアップ部門

過去に受賞したマジシャンは、グランプリに輝いた フレッド・カップス（オランダ）、リチャード・ロス（オランダ）、 ランス・バートン（アメリカ）、クロースアップ・マジックのダロー（アメリカ）、マイケル・アマー（アメリカ）など錚々たる顔ぶれである。中でも、フレッド・カップスは通算3大会でグランプリを受賞し、リチャード・ロスは第11、12回2大会連続ランプリ受賞という記録を打ち立てたが、その後、「過去にグランプリを受賞したものは、同じ演技で再びコンテストに参加することはできない」とルールに規定された。

## FISMグランプリ受賞者
- 第22回（2003年）ハーグ（オランダ）大会より、グランプリはステージ部門とクロースアップ部門から1組ずつ選出されるようになった。

| 回     | 年     | 開 催 地 （国 名）             | 部 門          | 受 賞 者 （国 名）                            |
| ------ | ------ | ------------------------------ | -------------- | --------------------------------------------- |
| 第1回  | 1948年 | ローザンヌ（スイス）           |                | Willane（イギリス)                            |
| 第2回  | 1949年 | アムステルダム（オランダ）     |                | Viggo Jahn（デンマーク）                      |
| 第3回  | 1950年 | バルセロナ（スペイン）         |                | Mystica(後にFred Kaps)（オランダ）            |
| 第4回  | 1951年 | パリ（フランス）               |                | Geoffrey Buckingham（イギリス）               |
| 第5回  | 1952年 | ジュネーブ（スイス）           |                | Moroso（イタリア)                             |
| 第6回  | 1955年 | アムステルダム（オランダ）     |                | Fred Kaps（オランダ）                         |
| 第7回  | 1958年 | ウィーン（オーストリア）       |                | Tonny Van Dommelen（オランダ）                |
| 第8回  | 1961年 | リエージュ（ベルギー）         |                | Fred Kaps（オランダ）                         |
| 第9回  | 1964年 | バルセロナ（スペイン）         |                | Pierre Brahma（フランス）                     |
|        |        |                                |                | Mr.Cox（西ドイツ）                            |
| 第10回 | 1967年 | バーデン＝バーデン（西ドイツ） |                | Di Sato (Harry Theiry)（オランダ）            |
| 第11回 | 1970年 | アムステルダム（オランダ）     |                | Richard Ross（オランダ）                      |
| 第12回 | 1973年 | パリ（フランス）               |                | Richard Ross（オランダ）                      |
| 第13回 | 1976年 | ウィーン（オーストリア）       |                | Pierre Brahma（フランス）                     |
| 第14回 | 1979年 | ブルッセル（ベルギー）         |                | Ger Copper（オランダ）                        |
|        |        |                                |                | Sultangali Shukurov & Sara Kabigujina（ソ連） |
| 第15回 | 1982年 | ローザンヌ（スイス）           |                | Lance Burton（アメリカ）                      |
| 第16回 | 1985年 | マドリード（スペイン）         |                | Javier & Ana（スペイン）                      |
| 第17回 | 1988年 | ハーグ（オランダ）             |                | Johnny Ace Palmer（アメリカ）                 |
| 第18回 | 1991年 | ローザンヌ（スイス）           |                | Vladimir Danilin（ソ連）                      |
| 第19回 | 1994年 | 横浜（日本）                   |                | Franklin（ドイツ）                            |
| 第20回 | 1997年 | ドレスデン（ドイツ）           |                | Ivan Necheporenko（ロシア）                   |
| 第21回 | 2000年 | リスボン（ポルトガル）         |                | Scott the Magician & Miss Muriel（オランダ）  |
| 第22回 | 2003年 | ハーグ（オランダ）             | ステージ       | Norbert Ferré（フランス）                     |
|        |        |                                | クロースアップ | Jason Latimer（アメリカ）                     |
| 第23回 | 2006年 | ストックホルム（スウェーデン） | ステージ       | Pilou（フランス）                             |
|        |        |                                | クロースアップ | Rick Merrill（アメリカ）                      |
| 第24回 | 2009年 | 北京（中国）                   | ステージ       | Soma（ハンガリー）                            |
|        |        |                                | クロースアップ | Shawn Farquhar（カナダ）                      |
| 第25回 | 2012年 | ブラックプール（イギリス）     | ステージ       | ユ・ホジン（韓国）                            |
|        |        |                                | クロースアップ | Yann Frisch（フランス）                       |
| 第26回 | 2015年 | リミニ（イタリア）             | ステージ       | Hector Mancha（スペイン）                     |
|        |        |                                | クロースアップ | Pierric（スイス）                             |
| 第27回 | 2018年 | 釜山（韓国）                   | ステージ       | Miguel Munoz（スペイン）                      |
|        |        |                                | クロースアップ | Eric Chien（台湾）                            |

## 日本の参加
- 1973年の第12回パリ大会（フランス）に日本人として初めて八田加寿雄がコンテストにエントリーし、また島田晴夫がガラショー（特別ステージ）に出演した。
- 1976年 ウィーン大会（オーストリア）のガラショーにフロタマサトシがゲスト出演した。
- 1979年第14回のブリュッセル大会（ベルギー）で真田豊実がマニピュレーション部門2位と日本人として初の受賞をはたした。
- 1985年スペイン・マドリードの総会でフロタマサトシを会長とするSJM（Society of Japanese Magicians） が日本で最初の正式メンバーとなり、1991年スイス・ローザンヌ大会でフロタマサトシは次期会長に指名された。FISMがヨーロッパ以外で開催されるのは初めてのことで、招致にあたってのフロタマサトシの尽力は計り知れない。
- 2017年には山本悟が、アジア人で初となるFISMの副会長に就任した。

## FISM横浜大会
- 1994年７月25日から30日までの6日間、横浜みなとみらい21「パシフィコ横浜コンベンションセンター」で、ヨーロッパ以外の地で初めてとなるFISM横浜大会が開催された。大会参加登録者1,300人、ゲスト出演者60組約120人、ストリートマジックを観覧した横浜市民延べ8,000人、など大会期間中に延べ18,000人が参加した。
- 大会会長は松旭斎すみえ（元日本奇術協会会長）、副会長兼審査委員長は瀬島順一郎が務めた。

## 日本の正式メンバー団体
- SJM（Society of Japanese Magicians）会長：瀬島順一郎
- 公益社団法人 日本奇術協会（Japan Professional Magician s’Association(JPMA)）会長：花島皆子
- NPO法人 日本クロースアップマジシャンズ協会（Japan Close-up Magicians’Association(JCMA)）会長：田代茂
- 一般社団法人 日本マジシャンズ・ネットワーク協会（Magicians’ Network Japan : MNJ)　会長：鈴木昭弘（国内業務）　アドバイザー：山本悟（海外業務）

## 日本人受賞者
- 第26回（2015年）リミニ（イタリア）大会は、韓国、香港（中国）、台湾（中華民国）などアジアからの受賞者が10人を数えたが、日本人は第25回大会に続いて該当者がなかった。
- 第27回（2018年）釜山（韓国）大会はステージ部門で岩根佑樹・片山幸宏、クロースアップ部門で高重翔が入賞。ステージ部門では9年ぶり、クロースアップ部門では24年ぶりの該当者となった。

- 第22回（2003年）ハーグ（オランダ）大会にて山上兄弟がグランドイリュージョン部門で出場を果たし4位を受賞した。しかしグランドイリュージョン部門の1位が該当者なしということや当時小学生であったため子供に賞を与えられないという【【大人の都合】】により入賞出来きず物議を醸した。

| 回     | 年     | 開 催 地 （国 名）             | 部 門                  | 賞     | 受 賞 者         |
| ------ | ------ | ------------------------------ | ---------------------- | ------ | ---------------- |
| 第14回 | 1979年 | ブリュッセル（ベルギー）       | マニピュレーション     | 第2位  | 真田豊実         |
| 第15回 | 1982年 | ローザンヌ （スイス）          | マニピュレーション     | 特別賞 | 真田豊実         |
| 第16回 | 1985年 | マドリード（スペイン)          | マニピュレーション     | 第2位  | マーカ・テンドー |
|        |        |                                | ゼネラルマジック       | 第2位  | 深井洋正&キミカ  |
| 第17回 | 1988年 | ハーグ（オランダ）             | ゼネラルマジック       | 第3位  | YUKA             |
|        |        |                                | グランドイリュージョン | 第3位  | ナポレオンズ     |
|        |        |                                | ミクロマジック         | 第3位  | 斎川豊久         |
| 第18回 | 1991年 | ローザンヌ（スイス）           |                        |        | 該当者なし       |
| 第19回 | 1994年 | 横浜（日本）                   | マニピュレーション     | 第2位  | 内田貴光         |
|        |        |                                | グランドイリュージョン | 第3位  | 安田悠二         |
|        |        |                                | カードマジック         | 第3位  | 和田裕治         |
| 第20回 | 1997年 | ドレスデン（ドイツ）           | ゼネラルマジック       | 第2位  | スガヤ幸一       |
| 第21回 | 2000年 | リスボン（ポルトガル）         | マニピュレーション     | 第1位  | 峯村健二         |
|        |        |                                | ゼネラルマジック       | 第2位  | ゆみ             |
| 第22回 | 2003年 | ハーグ（オランダ）             | マニピュレーション     | 第3位  | 峯村健二         |
| 第23回 | 2006年 | ストックホルム（スウェーデン） |                        |        | 該当者なし       |
| 第24回 | 2009年 | 北京（中国）                   | マニピュレーション     | 第1位  | 加藤陽           |
| 第25回 | 2012年 | ブラックプール（イギリス）     |                        |        | 該当者なし       |
| 第26回 | 2015年 | リミニ（イタリア）             |                        |        | 該当者なし       |
| 第27回 | 2018年 | 釜山（大韓民国）               | マニピュレーション     | 第3位  | 岩根佑樹         |
|        |        |                                | マニピュレーション     | 第3位  | 片山幸宏         |
|        |        |                                | パーラーマジック       | 第3位  | 高重翔           |